# NGC 2004
NGC 2004 (другое обозначение — ESO 86-SC4) — рассеянное звёздное скопление в созвездии Золотая Рыба в Большом Магеллановом Облаке, находящееся на расстоянии около 160—165 тысяч световых лет. Скопление было открыто Джеймсом Данлопом 3 августа 1826 года.
Этот объект входит в число перечисленных в оригинальной редакции «Нового общего каталога».
В скоплении обнаружено 25 звёзд Be, их доля среди всех звёзд спектрального класса B оказалась равной средней по Большому Магеллановому облаку и полям нашей Галактики. 23 горячих звезды оказались спертрально-двойными системами.
NGC 2004 наблюдалось Космическим телескопом «Хаббл». Радиус его ядра равен 2,85±0,14 парсек.